# Jílovice (stacja kolejowa)
Jílovice – stacja kolejowa w miejscowości Jílovice, w kraju południowoczeskim, w Czechach. Znajduje się na linii kolejowej nr 199 Czeskie Budziejowice – Gmünd wysokości 460 m n.p.m.. 

## Linie kolejowe
- 199: Czeskie Budziejowice – Gmünd